# (35579) 1998 HA36
1998 HA36 (asteroide 35579) é um asteroide da cintura principal. Possui uma excentricidade de 0.08569720 e uma inclinação de 4.94420º.
Este asteroide foi descoberto no dia 20 de abril de 1998 por LINEAR em Socorro.